# マリオ・ベーン
マリオ・ベーン（Mario Been, 1963年12月11日 - ）は、オランダ・ロッテルダム出身の元サッカー選手、サッカー指導者。選手時代のポジションはミッドフィールダー。

## 経歴
ロッテルダムの港湾労働者の息子として生まれ、タルウェワイクの広場でフットボールを始めた。7歳の時にFC ロッテルダムに加入、翌年フェイエノールトのユースにトレードされた。攻撃的MFとして頭角を現すのに時間はかからず、1982年にクラブイコン ヴィレム・ファン・ハネヘムのもと18歳でロッテルダムADトーナメントにおいてトップチーム･デビュー。この大会でArsenal戦に途中出場し、1ゴールを決めている。1982年9月5日にはN.E.C.戦で公式戦デビュー。
ベーンは卓越したテクニックと素晴らしいキックを武器に、1982-83シーズンにはハンス・クラーイ sr.のもとで定期的に出場時間を得たが、フェイエノールトがヨハン・クライフのリードのもとでランズカンピューンとベーカーウィナーとなった翌シーズンは、ベーンはクライフの加入によって出場時間が減少。だが1984年にはマルコ・ファン・バステンやチームメイトのルート・フリットを抑えて最高のタレントに贈られるハウデン･スヒューンを受賞した。
ピッチ上の陽気者、わんぱく小僧として知られたベーンはすぐにデ･カイプの人気者に。ジョーク好きな性格からメディアからはPietje Bellのニックネームを付けられ、サポーターからはその卓越したテクニックにより、Super MarioやMariodonaと呼ばれた。
1983 FIFAワールドユース選手権では、マルコ・ファン・バステンやジェラルド・ファネンブルグらと一緒にプレーし、4試合に出場して2得点。初戦のブラジル戦では3人のディフェンダーをドリブルで交わした後、ゴールキーパーの頭上をチップキックで抜くという先制点を挙げ、6万を超えるメキシコ・グアダラハラの観衆を驚かせた。1984年には国内リーグ・カップ戦の二冠を達成。正確なボールタッチ能力が高く評価され、同年11月14日、20歳の若さで、ワールドカップ予選オーストリア戦で代表デビュー。後半27分から途中交代で出場、計18分をプレーしたが試合は0-1の敗戦。以降、オランダ代表に呼ばれることはなかった。
1988年にフェイエノールトからイタリアのピサSCに移籍し3シーズンを過ごした後、オランダへ帰国してローダJCに加入した。その後2チームを渡り歩いたのち、1993年に故郷ロッテルダムのSBVエクセルシオールに加入。チームキャプテンを務めるなど中心選手として活躍し、1995年に引退した。
2000年からフェイエノールトのアシスタントコーチとして4シーズン過ごした後、エクセルシオールの監督に就任。2006年はトリニダード・トバゴの戦術アナリストを務めた後、NECナイメヘンの監督に就任。2009年、古巣フェイエノールト監督に就任した。2009-10シーズンは4位と低迷していたクラブを復調させたものの、2010-11シーズンにはPSVアイントホーフェンに0-10で惨敗するなど10位に沈んだ。そしてシーズン終了後に行われた選手投票でベーンに否定的な意見が多数投じられたため、7月13日に辞任した (形式的には解任)。
2011年8月、ベルギーのKRCヘンクの監督に就任。同年11月には同クラブとの2014年までの契約延長に合意した。
フェイエノールトを追われて以来現在もデ・カイプに戻っておらず、特にクラブを去らなければならなくなった際のテクニカルディレクターのマルティン・ファン・ヘールの責任放棄と言える対応を強く批判。「ファン・ヘール氏はベーンハッカーと私をいつでも歓迎すると言っているが、我々がまだデ・カイプに行かないのは彼がいるからだ。もう二度と会いたくない」とメディアに語っている。

## トリビア
- フェイエノールトでの現役時代のチームメイト ヨハン・クライフがラストゲームで着用していたユニフォームを自宅に保管している[要出典]。

## タイトル

### 指導者時代
KRCヘンク
- ベルギーカップ:1回（2011-12）